# Oppia denticulata
Oppia denticulata är en kvalsterart som först beskrevs av G. och R. Canestrini 1882.  Oppia denticulata ingår i släktet Oppia och familjen Oppiidae. Inga underarter finns listade i Catalogue of Life.